# 1792 en Italie
Chronologie de l'Italie
- 1788
- 1789
- 1790
- 1791
- 1792
- 1793
- 1794
- 1795
- 1796

## Événements
- 16 mai : le Gran Teatro La Fenice de Venise est inauguré avec la représentation de I giuochi d'Agrigento de Giovanni Paisiello[1].
- 21 au 22 septembre : les troupes françaises envahissent le duché de Savoie[2].

## Culture

### Opéras créés en 1792
- 16 mai : I giuochi d'Agrigento, opéra (dramma per musica) de Giovanni Paisiello, livret d'Alessandro Ercole Pepoli, créé au Teatro La Fenice de Venise.
- 4 novembre : Elfrida, opéra en deux actes (tragedia per musica) de Giovanni Paisiello, livret de Ranieri de' Calzabigi, créé au Teatro San Carlo de Naples.

## Naissances en 1792
- 7 janvier : Enrico Marconi, architecte italo-polonais ayant passé la majeure partie de sa vie au royaume du Congrès. († 21 février 1863)
- 12 janvier : Michele Morelli, militaire et patriote de l'Unité italienne, compagnon de Giuseppe Silvati et de Luigi Minichini, lors de l'insurrection dans le royaume des Deux-Siciles de 1820. († 12 septembre 1822
- 17 janvier : Rodolfo Vantini, ingénieur et architecte, l'un des principaux architectes néoclassiques du XIXe siècle. († 17 novembre 1856)
- 29 février : Gioachino Rossini, compositeur, auteur de trente opéras dans tous les genres, de la farce à la comédie en passant par la tragédie et l'opéra seria. († 13 novembre 1868)
- 8 avril : Gerolamo Ramorino, militaire, qui participe à la campagne de Russie en 1812, et après la bataille de Waterloo combat pour les idées démocratiques du carbonarisme[3], notamment avec Giuseppe Mazzini, et participe en tant que général de l'armée piémontaise à la première guerre d'indépendance italienne. († 22 mai 1849)
- 22 juin : Dominique Barberi (ou Dominique de la Mère de Dieu), religieux passionniste, auteur de plusieurs écrits théologiques importants, qui fut l'apôtre de l'œcuménisme, déclaré bienheureux par le pape Paul VI en 1963. († 27 août 1849)
- 6 septembre : Mario Mattei, cardinal créé par le pape Grégoire XVI, qui fut camerlingue du Sacré Collège de 1848 à 1850, puis préfet du tribunal suprême de la Signature apostolique. († 7 octobre 1870)
- 13 septembre : Gino Capponi, écrivain, historien, connu pour son ouvrage Storia della Repubblica di Firenze (1875) et homme politique, qui fut sénateur du royaume de Sardaigne. († 3 février 1876)
- 15 septembre : Domenico Savelli, cardinal créé par le pape Pie IX, qui fut ministre de l'Intérieur des États pontificaux. († 30 août 1864)
- 28 octobre : Luigi Poletti, architecte néo-classique. († 2 août 1869)
- 16 décembre : Antonio Corazzi, architecte néo-classique, qui travaille en Pologne de 1819 à 1847. († 26 avril 1877)

## Décès en 1792
- 21 janvier : Giovanni Cristofano Amaduzzi, 51 ans, religieux, philosophe et érudit, professeur à l'université « La Sapienza », membre de l'Académie d'Arcadie. (° 9 août 1740)
- 25 janvier : Fedele Fischetti, 59 ans, peintre actif au royaume de Naples, spécialisé dans les scènes mythologiques, allégoriques ou religieuses. (° 30 mars 1732)
- 4 mai : Giuseppe Garampi, 66 ans, cardinal créé par le pape Pie VI, qui fut préfet des Archives secrètes du Vatican et nonce apostolique en Autriche (en) et en Pologne. (° 29 octobre 1725)
- 6 juillet : Giovanni Battista Casali, 76 ans, compositeur, maître de chapelle de Saint-Jean de Latran à Rome, auteur de quelques opéras, d'oratorios et d'œuvres de musique sacrée. (° 1715)
- 21 décembre : Antonio Boroni,  54 ans, compositeur de la période classique, auteur d'une trentaine d'opéras, de nombreuses messes, de motets et de quelques symphonies. (° 1738)